# МКПК «Универсал»
Московский конструкторско-производственный комплекс «Универсал» — ведущее российское предприятие по созданию парашютно-десантной техники и средств наземного обслуживания для военно-воздушных сил и гражданской авиации России. Предприятие ведет фундаментальные и прикладные исследования в области парашютно-десантной техники, проводит их комплексные испытания и ремонт. Входит в перечень стратегических организаций России.
В феврале 2014 года ФГУП «МКПК «Универсал» был акционирован и стал акционерным обществом. Владельцем пакета акций является холдинг «Технодинамика» госкорпорации «Ростех». Смена формы собственности была проведена с целью наладить более эффективное управление активами предприятия, обеспечить решение финансовых проблем и выход на новый уровень развития. В составе холдинга «Технодинамика» МКПК «Универсал» входит в дивизион «Системы наземного обслуживания». В его рамках производится необходимое оборудование для обслуживания транспортных и пассажирских самолетов, истребителей, бомбардировщиков, учебно-тренировочных самолетов и вертолетов. В 2015 году выручка дивизиона, в соответствии с планами холдинга, должна вдвое превысить аналогичный показатель 2013 года.
МКПК «Универсал» входит в число производственных площадок, на которых проводится масштабная модернизация. В техническое перевооружение ключевых предприятий будет вложено более 13,5 млрд рублей в рамках федеральной целевой программы «Развитие оборонно-промышленного комплекса Российской Федерации». Эти средства пойдут на закупку современного оборудования, автоматизацию производства, организацию новых технологических цепочек. Для повышения конкурентоспособности российской продукции на предприятиях авиационной промышленности активно внедряются системы международной сертификации.

## История
История предприятия началась в 1940 году, когда был создан Государственный Союзный завод № 468, который стал опытной базой СССР по проектированию парашютно-десантной техники.
В 1945—1960 годах завод разрабатывал средства десантирования для воинских грузов и техники с внешних подвесок самолетов Ту-2, Ту-4, Ли-2, Ил-12Т.
В 1965 году завод становится головным предприятием по разработке парашютно-десантной техники и средств наземного обслуживания летательных аппаратов. Тогда же он получил своё сегодняшнее наименование — МКПК «Универсал».
В 1973 году предприятие разработало первую в мире систему десантирования на парашютной системе и платформе П-7 машины БМД-1 с двумя членами экипажа. Через три года выпустило средство бесплатформенного десантирования на парашютно-реактивной системе ПРС-915 машины БМД-1 с двумя членами экипажа, а в 1977 году отработало систему мягкой посадки космического аппарата «Венера» на платформе П-7.
В период 1980—1990 годов на предприятии были созданы комплексы средств наземного обслуживания для ведущих самолетов: Ил-114, Ил-96, Ту-204, Як-42, МиГ-29, Су-25, Су-27. В 1991 году созданные «Универсалом» средства обслуживания самолетов и вертолетов были установлены на авианосец «Адмирал Флота Советского Союза Кузнецов».
В 2004 году «Универсал» был включен в перечень стратегических предприятий России и приступил к созданию средств наземного обслуживания для самолетов пятого поколения. В 2008 году МКПК «Универсал» включен в перечень предприятий ОПК, подлежащих преобразованию и передаче госкорпорации «Ростех». В состав холдинга «Авиационное оборудование» (ныне — «Технодинамика») предприятие вошло в 2011 году.
В 2014 году холдингом было принято решение модернизировать существующее конструкторского бюро на базе МКПК «Универсал». Главной задачей обновленного КБ станет создание перспективных образцов парашютно-десантной техники, а также новейших средств наземного обслуживания для гражданских, военных и транспортных воздушных судов. КБ на базе МКПК «Универсал» будет работать совместно с Центром проектирования «Авиационное оборудование» на базе современной IT-платформы. Это даст возможность контролировать жизненный цикл создаваемых изделий от начала и до конца. Предполагается, что в результате срок создания нового изделия сократится с пяти лет до трёх, а модификация изделия — до одного года вместо трёх.

## Продукция
«Универсал» выпускает средства парашютного десантирования техники и грузов, наземного обслуживания, включая средства обслуживания самолетов и вертолетов на авианесущих кораблях «ЛАК», а также сантехническое оборудование самолетов. В числе новинок предприятия — бесплатформенное средство десантирования ПБС-950У (Бахча-У-ПДС) – предназначенное для парашютного десантирования боевой машины десанта БМД-4 с размещенным внутри неё экипажем и БТР «Ракушка» массой до 14500 кг на сушу с самолетов Ил-76 (М, МД, МД-90).
Еще одна уникальная разработка «Универсала» – ПБС-925 (комплекс «Шельф-2»). Система предназначена для парашютного десантирования бронетранспортера БТРД и машин на его базе на сушу и воду из самолетов Ил-76 (М, МД, МД-90). Это делает «Шельф-2» удобным средством для десантирования техники, например в рамках проекта по освоению Арктического шельфа. В случае с «Шельф-2» для переброски используются самолета типа ИЛ-76, скорость полета самолета при сбрасывании с высоты от 300 м до 1500 м может достигать 400 км/ч.